# Розовый нитепёрый снэппер
Розовый нитепёрый снэппер (лат. Pristipomoides typus) — вид лучепёрых рыб семейства луциановых (Lutjanidae). Распространены в Индо-Тихоокеанской области. Максимальная длина тела 70 см.

## Описание
Тело удлинённое, несколько сжато с боков, относительно высокое; высота тела на уровне начала спинного плавника укладывается 3,0—3,1 раз в стандартную длину тела. Окончание верхней челюсти доходит до вертикали, проходящей через середину глаза. На обеих челюстях зубы в передней части немного увеличенные, конической формы; а внутренние зубы ворсинчатые. В передней части челюстей несколько мелких клыковидных зубов. Есть зубы на сошнике и нёбе. На сошнике зубы расположены в виде пятна треугольной формы/ Язык без зубов. Межглазничное пространство плоское. На первой жаберной дуге 23—26 жаберных тычинок, из них на верхней части 8—9, а на нижней 15—17. Один спинной плавник с 10 жёсткими и 11—12 мягкими лучами. В анальном плавнике 3 жёстких и 8 мягких лучей. Жёсткая и мягкая части плавника не разделены выемкой. Последний мягкий луч спинного и анального плавников удлинённый, заметно длиннее остальных лучей. На верхней челюсти, мембранах спинного и анального плавников нет чешуи. Есть чешуя на жаберной крышке. Грудные плавники длинные с 15—16 мягкими лучами, их окончания доходят до анального отверстия. Хвостовой плавник серпообразный. В боковой линии от 48 до 52 чешуек. Ряды чешуи на спине идут параллельно боковой линии.
Тело и плавники розовые; верх головы с продольными буровато-жёлтыми червеобразными полосками и пятнами буровато-жёлтого цвета. Спинной плавник с волнистыми жёлтыми линиями.
Максимальная длина тела 70 см, масса до 2,2 кг.

## Биология
Морские стайные бентопелагические рыбы. Обитают над скалистыми грунтами на глубине от 40 до 180 м. В состав рациона входят мелкие рыбы и беспозвоночные.
Впервые созревают при длине тела 34—35 см в возрасте 2—3 года. Продолжительность жизни до 12 лет. Нерест порционный. Абсолютная годовая плодовитость варьируется от 760 тысяч до 2,1 млн ооцитов.

## Ареал
Широко распространены в Индо-Тихоокеанской области от восточного побережья Африки до Папуа-Новая Гвинея и Фиджи и от островов Рюкю до Австралии.

## Взаимодействие с человеком
В некоторых регионах является промысловой рыбой. Ловят ручными ярусами. Реализуются в свежем виде. Международный союз охраны природы присвоил этому виду охранный статус «Вызывающий наименьшие опасения».